# Callianira
Callianira är ett släkte av kammaneter. Callianira ingår i familjen Mertensiidae.
Kladogram enligt Catalogue of Life:
| Callianira | \| \| Callianira antarctica \| \| \| \| \| \| Callianira bialata \| \| \| \| \| \| Callianira cristata \| \| \| \| \| \| Callianira diploptera \| \| \| \| \| \| Callianira ficalbi \| \| \| \| \| \| Callianira hexagona \| \| \| \| \| \| Callianira triploptera \| \| \| \| |
|            | \| \| Callianira antarctica \| \| \| \| \| \| Callianira bialata \| \| \| \| \| \| Callianira cristata \| \| \| \| \| \| Callianira diploptera \| \| \| \| \| \| Callianira ficalbi \| \| \| \| \| \| Callianira hexagona \| \| \| \| \| \| Callianira triploptera \| \| \| \| |
|            | Charistephane |
|            | |
|            | Mertensia |
|            | |
|            | Callianira antarctica |
|            | |
|            | Callianira bialata |
|            | |
|            | Callianira cristata |
|            | |
|            | Callianira diploptera |
|            | |
|            | Callianira ficalbi |
|            | |
|            | Callianira hexagona |
|            | |
|            | Callianira triploptera |
|            | |

|  | Callianira antarctica  |
|  |                        |
|  | Callianira bialata     |
|  |                        |
|  | Callianira cristata    |
|  |                        |
|  | Callianira diploptera  |
|  |                        |
|  | Callianira ficalbi     |
|  |                        |
|  | Callianira hexagona    |
|  |                        |
|  | Callianira triploptera |
|  |                        |